# Aglaops
Aglaops és un gènere d'arnes de la família Crambidae.

## Taxonomia
- Aglaops aurantialis (Munroe & Mutuura, 1968)
- Aglaops genialis (Leech, 1889)
- Aglaops homaloxantha (Meyrick, 1933)
- Aglaops youboialis (Munroe & Mutuura, 1968)